# Pressning (industri)

Animation av en press med omgivande skydd.

Pressning är en plastisk bearbetningsmetod som förändrar geometrin av ett material genom tryck. Det är en tillverkningsmetod som förekommer i till exempel metall- eller plastindustrin där man pressar ett plastmaterial under tryck och ofta även värme för att forma en härdad slutprodukt. Pressning kan ske hydrauliskt, mekaniskt eller pneumatiskt.